# Ármannsfell
Ármannsfell is een berg die in het zuidwesten van IJsland ligt. Hij steekt 768 meter boven zeeniveau uit en ligt ten noorden van het nationale park Þingvellir.

## Achtergrond
Legenden schrijven de naam van de berg toe aan een van de eerste kolonisten van IJsland, die Ármann heette. Hij was half mens, half trol en stierf uiteindelijk in de berg.
De berg is ontstaan onder een ijstijdgletsjer en bestaat grotendeels uit palagoniet. De bovenste lagen van de vulkaan zijn gemaakt van olivijnbasalt. Het behoort tot het vulkanische systeem van de centrale vulkaan Hrafnabjörg, die er tegenover ligt aan de andere kant van de Þingvellir-kloof.
Het gebied rond Ármannsfell bestaat voornamelijk uit graslanden. Het is bijna onbevolkt, met minder dan twee inwoners per vierkante kilometer.

## Afbeeldingen

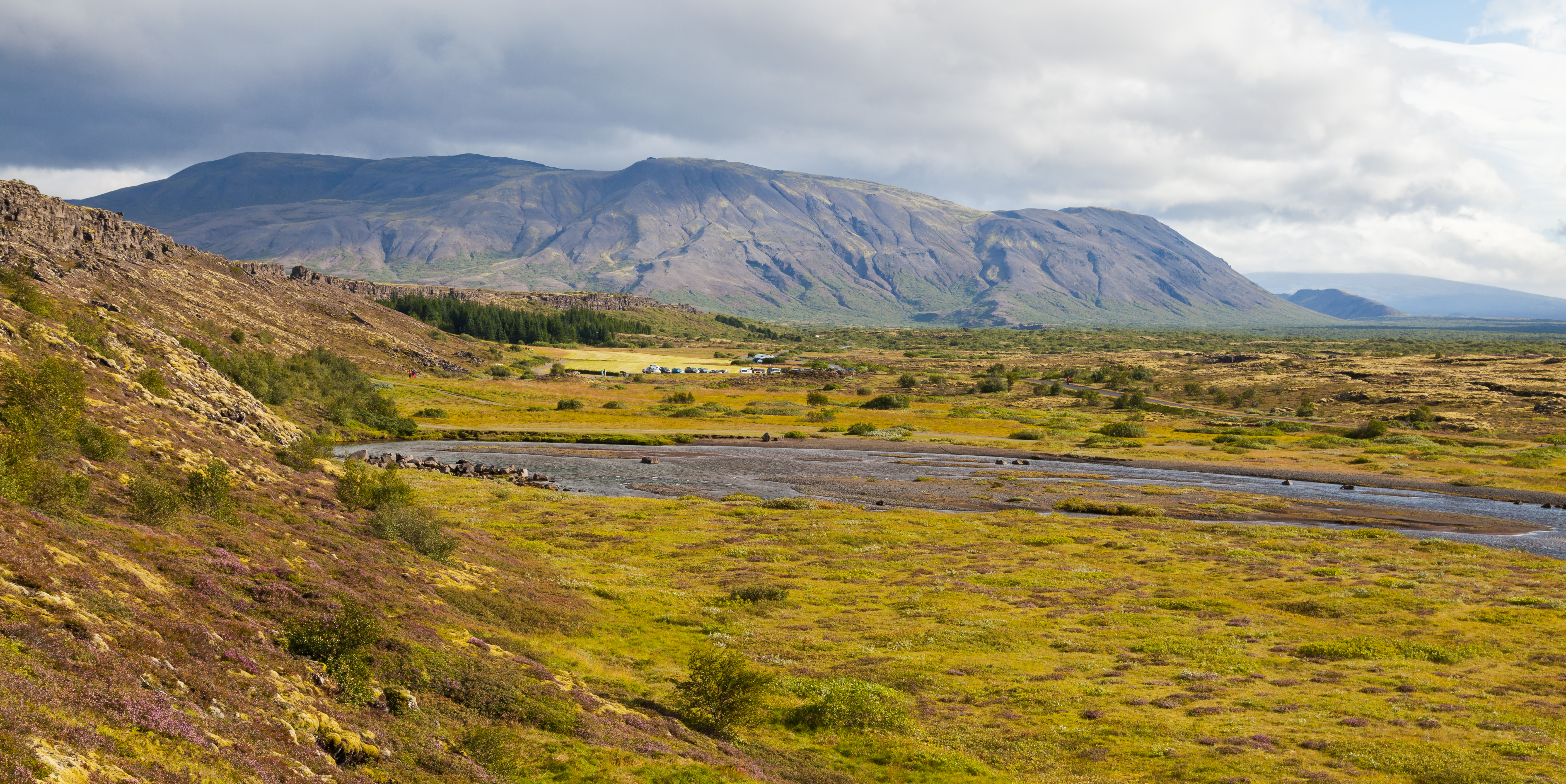
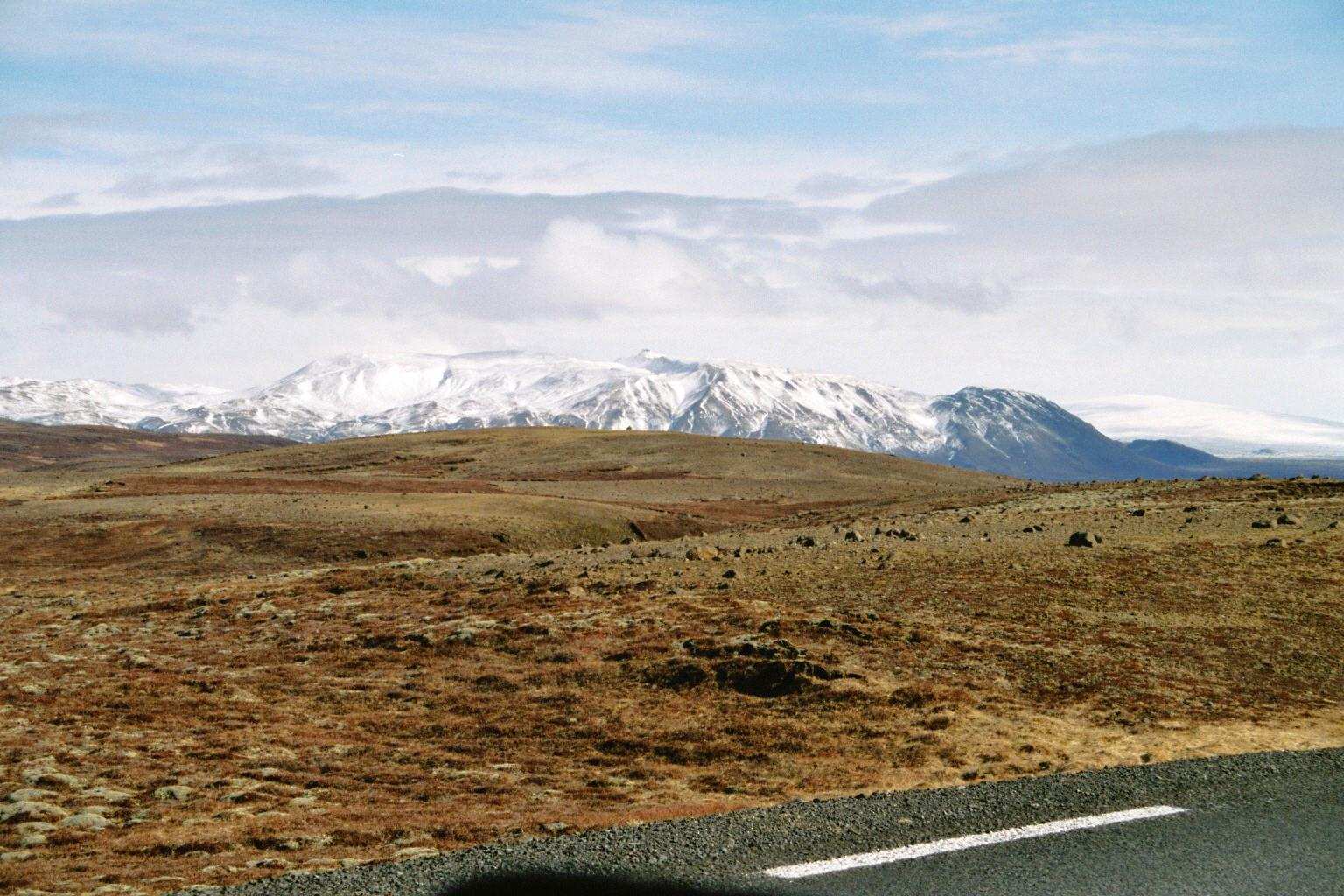
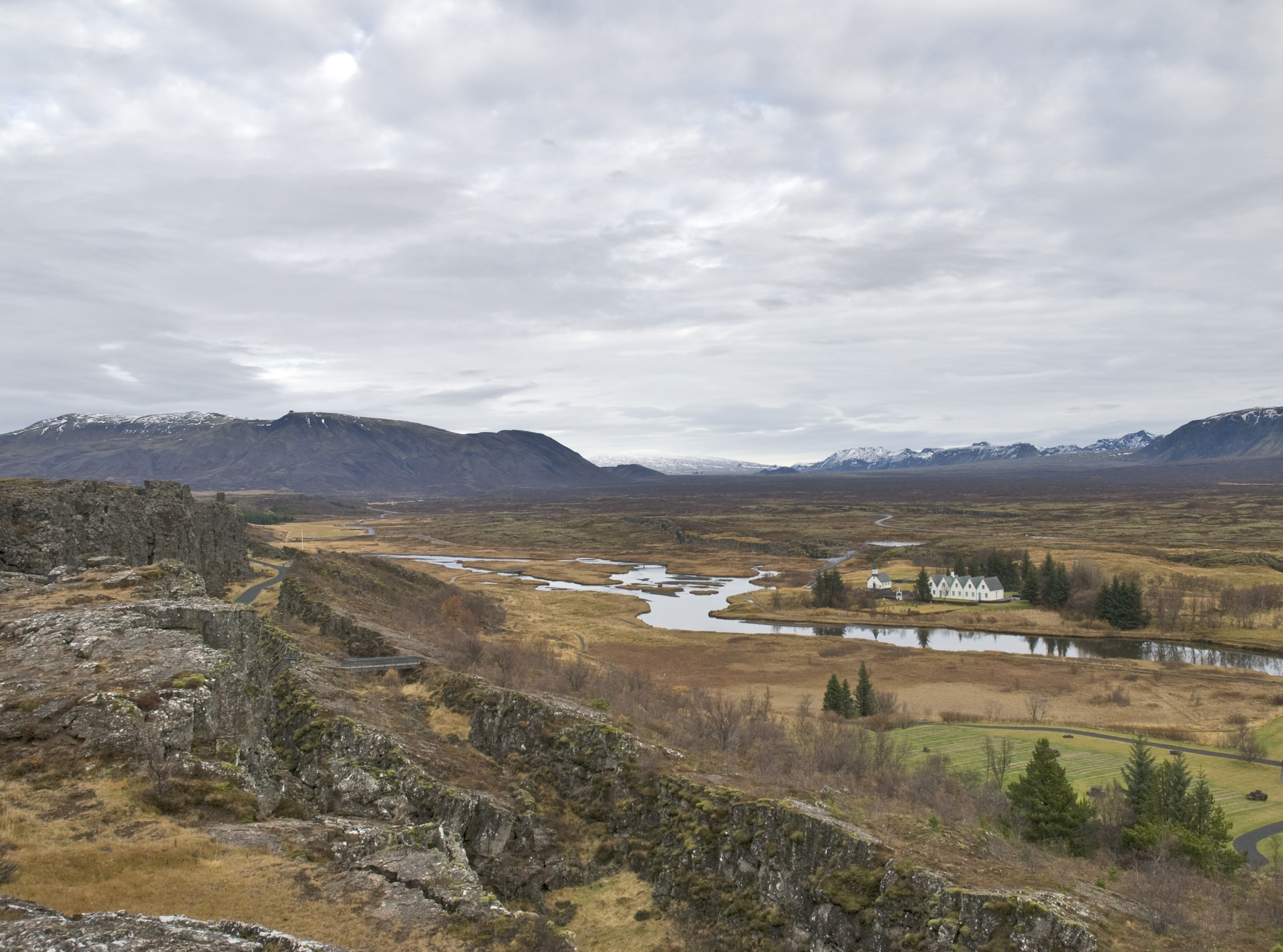
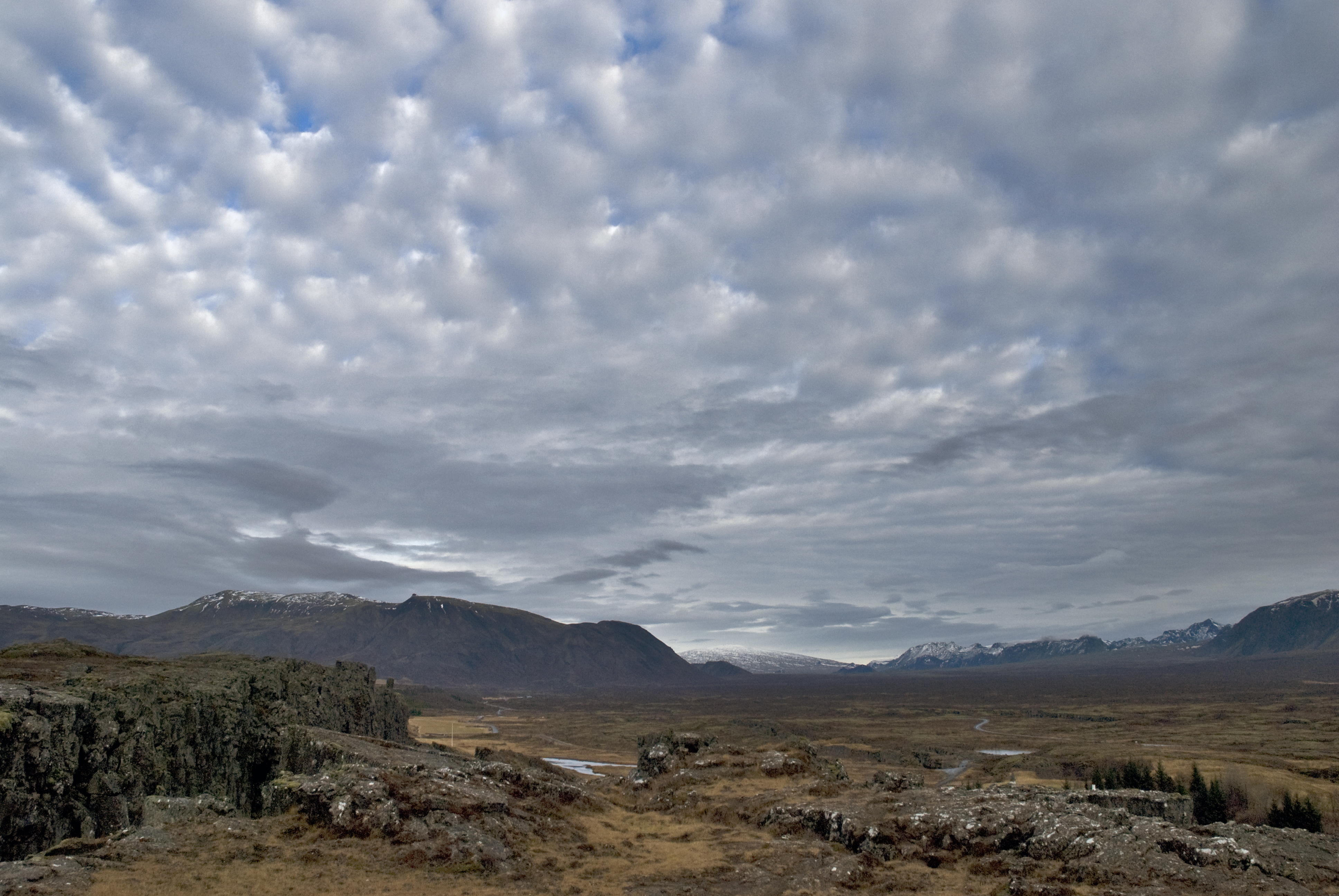